# Macizo de Ge'nyen
El macizo de Ge'nyen (chino simplificado: 格聂峰; chino tradicional: 格聶峰; pinyin: Géniè Fēng), es una montaña de las montañas Shaluli de la provincia occidental de Sichuan, China. Con una altura de 6204 metros, es el tercer pico más alto de la provincia. Fue escalado por primera vez en 1988 por un equipo japonés.
El macizo de Ge'nyen está considerado como la decimotercera montaña más sagrada entre las 24 montañas sagradas del budismo tibetano . El monasterio de Lenggu se encuentra en un valle escarpado en la base del flanco oriental de la montaña.

## Ascensiones
En 1988, un equipo japonés realizó la primera ascensión registrada del macizo de Genyen. Fueron seguidos por un grupo italiano que utilizó una nueva ruta en la cara este. En otoño de 2006, Christine Boskoff (de la compañía de aventuras Mountain Madness ) y Charlie Fowler, otro conocido escalador estadounidense y guía de Mountain Madness, desaparecieron cerca de Ge'nyen. Más tarde se determinó que habían muerto en una avalancha mientras subían cerca del monasterio de Lenggu en la montaña Ge'nyen.